# Mollösund
Mollösund är en småort (före 2023  tätort) i Orusts kommun, 15 km söder om Ellös och 30 km sydväst om kommunens centralort Henån. Samhället är beläget längst ute på en udde på sydvästligaste Orust, mittemot och i skydd av Mollön. 

## Historia

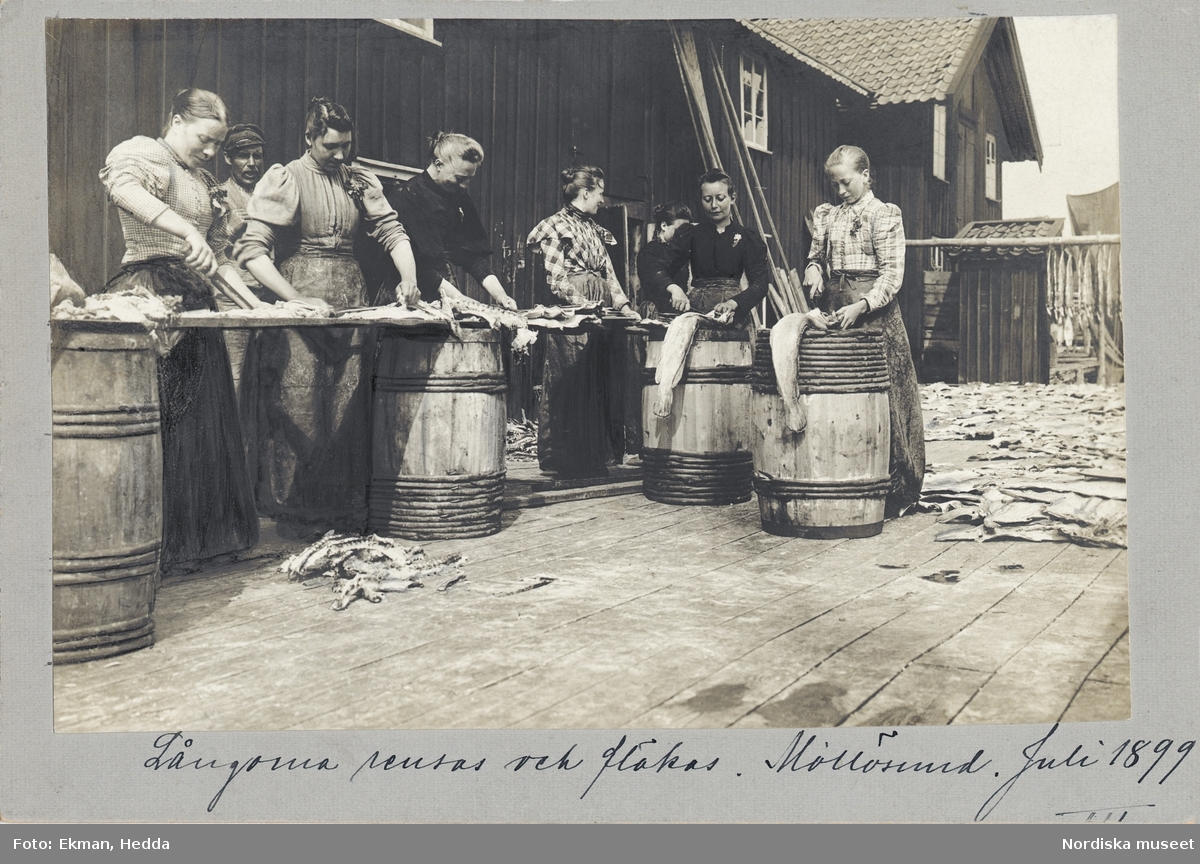
Långor rensas och fläks i Mollösund, juli 1899.

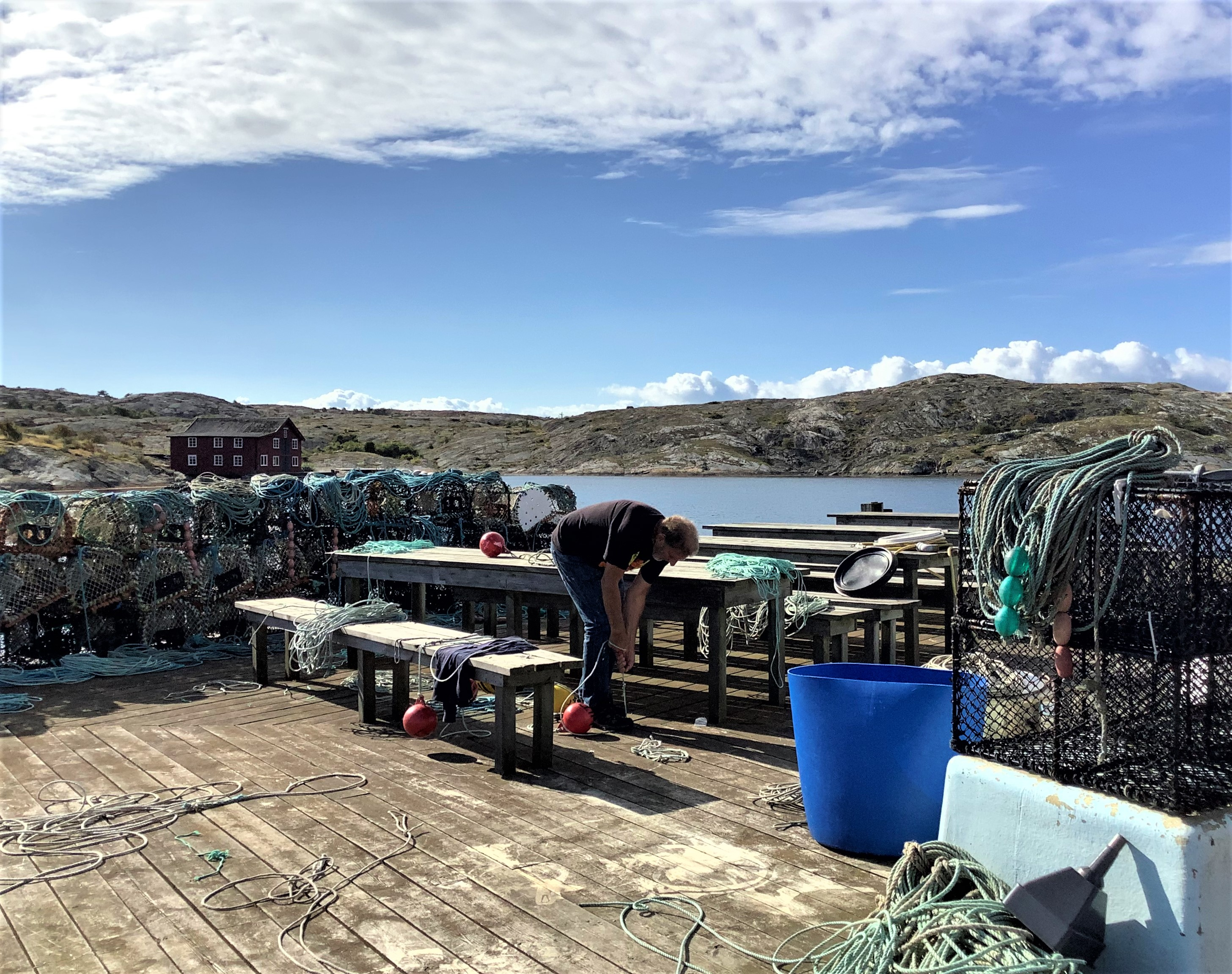
En fiskare i Mollösunds hamn förbereder sina tinor inför hummerpremiären, september 2021.

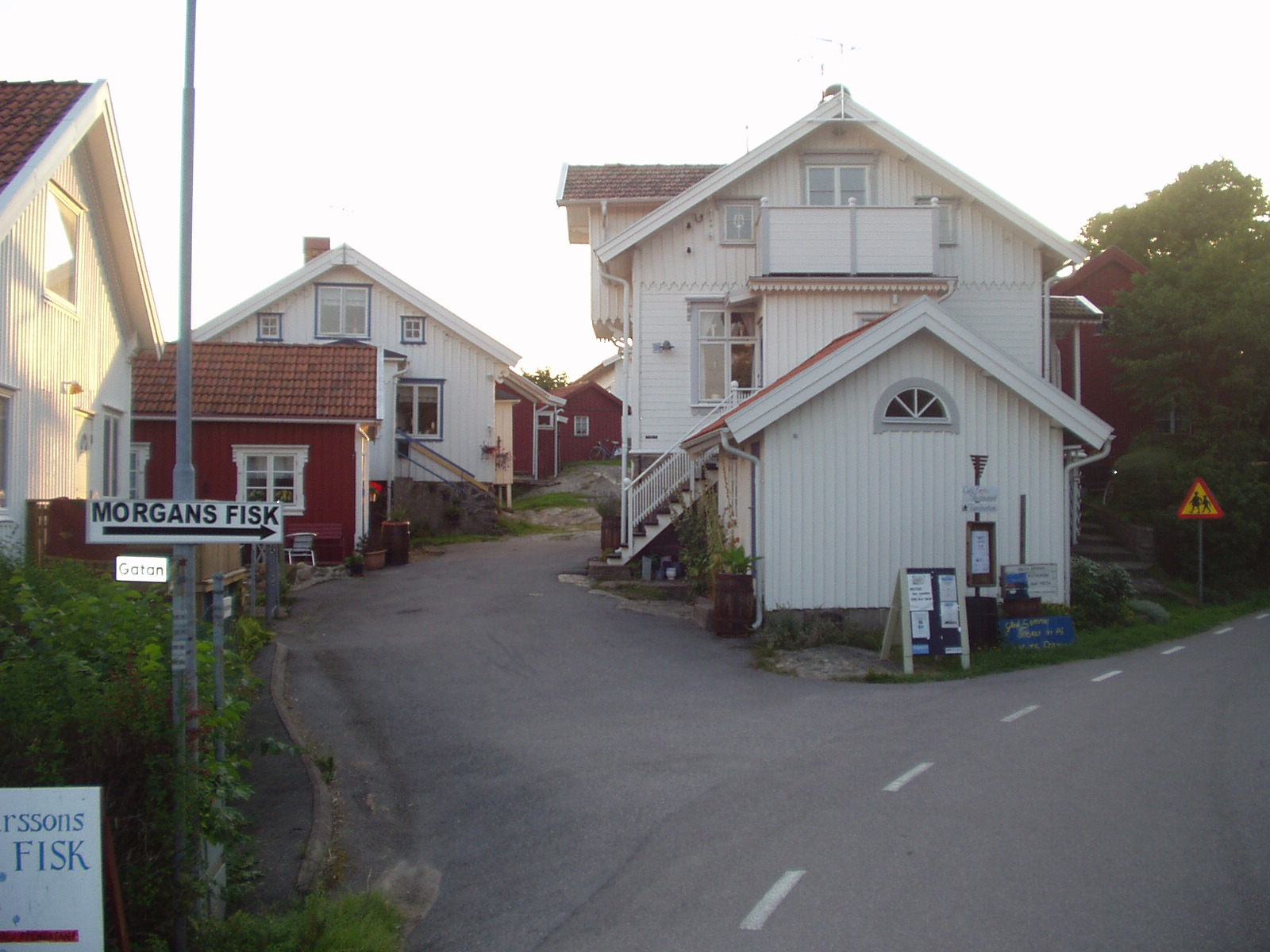
Del av Mollösund, juli 2005

Mollösund är ett av landets äldsta fiskelägen med anor tillbaka till 1500-talet. Det var då en del av Danmark-Norge och knutpunkt för det lukrativa sillfisket. När sillen försvann kom fattigdomen och fiskarna tvingades livnära sig på andra sätt, bland annat genom boskapsskötsel på Mollön. Med sillens återkomst på 1750-talet blomstrade samhället åter och folkmängden ökade till 500. 
Vid början av 1900-talet fanns som mest 1 000 invånare i Mollösund, som därmed var ett av landets största fiskelägen. Därefter minskade sillfisket i betydelse, även om det inte upphörde helt förrän på 1970-talet.  

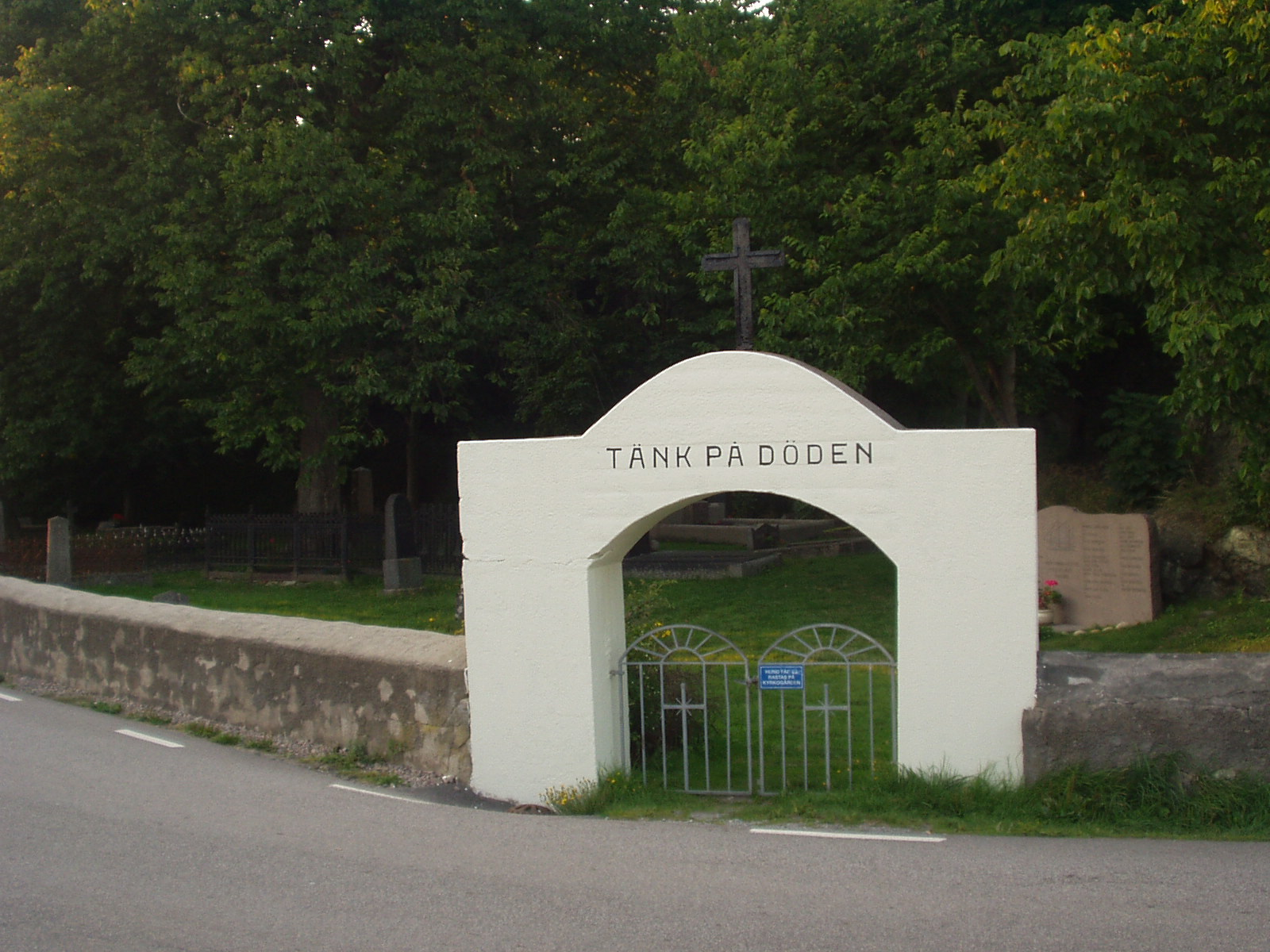
Portalen till Mollösunds kyrkogård. Schartauanismens spår syns än idag.

Mollösund är kyrkby i Mollösunds socken och ingick efter kommunreformen 1862 i Mollösunds landskommun. I denna inrättades för orten 29 januari 1886 Mollösunds municipalsamhälle, vilket från 1952 med orten ingick i Morlanda landskommun, där municipalsamhället kom att kvarstå till 1971 då landskommunen upphörde och uppgick i Orusts kommun.

### Befolkningsutveckling
| Befolkningsutvecklingen i Mollösund                                                                 | Befolkningsutvecklingen i Mollösund | Befolkningsutvecklingen i Mollösund | Befolkningsutvecklingen i Mollösund | Befolkningsutvecklingen i Mollösund |
| --------------------------------------------------------------------------------------------------- | ----------------------------------- | ----------------------------------- | ----------------------------------- | ----------------------------------- |
| |                                     |                                     |                                     |                                     |
| År                                                                                                  |                                     |                                     | Invånare                            |                                     |
| 1750                                                                                                | 1750                                |                                     | 190                                 | 190                                 |
| 1760                                                                                                | 1760                                |                                     | 207                                 | 207                                 |
| 1769                                                                                                | 1769                                |                                     | 249                                 | 249                                 |
| 1780                                                                                                | 1780                                |                                     | 351                                 | 351                                 |
| 1790                                                                                                | 1790                                |                                     | 385                                 | 385                                 |
| 1795                                                                                                | 1795                                |                                     | 432                                 | 432                                 |
| 1805                                                                                                | 1805                                |                                     | 430                                 | 430                                 |
| 1810                                                                                                | 1810                                |                                     | 388                                 | 388                                 |
| 1820                                                                                                | 1820                                |                                     | 380                                 | 380                                 |
| 1830                                                                                                | 1830                                |                                     | 393                                 | 393                                 |
| 1840                                                                                                | 1840                                |                                     | 381                                 | 381                                 |
| 1850                                                                                                | 1850                                |                                     | 482                                 | 482                                 |
| 1860                                                                                                | 1860                                |                                     | 575                                 | 575                                 |
| 1870                                                                                                | 1870                                |                                     | 618                                 | 618                                 |
| 1880                                                                                                | 1880                                |                                     | 708                                 | 708                                 |
| 1890                                                                                                | 1890                                |                                     | 891                                 | 891                                 |
| 1900                                                                                                | 1900                                |                                     | 903                                 | 903                                 |
| 1910                                                                                                | 1910                                |                                     | 965                                 | 965                                 |
| 1920                                                                                                | 1920                                |                                     | 959                                 | 959                                 |
| 1930                                                                                                | 1930                                |                                     | 782                                 | 782                                 |
| 1940                                                                                                | 1940                                |                                     | 580                                 | 580                                 |
| 1950                                                                                                | 1950                                |                                     | 500                                 | 500                                 |
| 1960                                                                                                | 1960                                |                                     | 415                                 | 415                                 |
| 1970                                                                                                | 1970                                |                                     | 341                                 | 341                                 |
| 1980                                                                                                | 1980                                |                                     | 362                                 | 362                                 |
| 1990                                                                                                | 1990                                |                                     | 355                                 | 355                                 |
| 2000                                                                                                | 2000                                |                                     | 316                                 | 316                                 |
| 2010                                                                                                | 2010                                |                                     | 236                                 | 236                                 |
| 2020                                                                                                | 2020                                |                                     | 208                                 | 208                                 |
| Källor: SCB - Tätorter 1960 - 2010 SCB - Folkräkningen 1900 - 1950 Folkmängdsdatabasen Tabellverket |                                     |                                     |                                     |                                     |

## Näringsliv
Fiskenäringen har inte helt försvunnit. Det finns fortfarande några fiskare och en fiskberedningsfabrik. Förr torkades långa på Mollön, som ligger på andra sidan sundet, för framställning av lutfisk. Framför allt är Mollösund en populär turistort, med betydligt större befolkning sommartid.